# فابريانو باسكت
فابريانو باسكت (بالإيطالية: Fabriano Basket)‏ كان فريق كرة سلة إيطالي للمحترفين. تأسس في سنة 1966 وكان يقع في فابريانو. لعب في ليغا باسكيت الدرجة الأولى.

## أبرز اللاعبين
من أبرز اللاعبين الذين لعبوا معه:
- جوندارس فترا
- ستيف باكنال
- بوب مكادو
- ماركو سولفريني